# Нараївка (Шепетівський район)
Нара́ївка — село в Україні, у Ганнопільській сільській громаді Шепетівського району Хмельницької області. Населення становить 381 особу.

## Географія
Нараївка розташована на території північно-західної частини Волинського плато, яке південним краєм примикає до Гощанського плато. Через село протікає річка Нирка, місцевість являє собою хвилясту рівнину. До Славути звідси — 25 кілометрів, до Хмельницького — 150.

## Походження назви
Про походження назви населеного пункту в документальних джерелах не згадується. Та, за спогадами старожилів, сюди на відпочинок приїздили з дочками пани із Ганнополя. Тут була чудова природа, ліс, річка — ніби в раю. Можливо звідси і назва — Нараївка. Слово нараяти в українській мові означає порадити, радитись (академічний словник української мови). В Україні є чотири села з назвою Нараївка і село Нараїв. Сама назва цих населених пунктів свідчить про те, що в давнину вони служили місцем збору населення для нарад: для віча.

## Історія
В околицях Нараївки знаходилося городище Кураж, яке заселяли племена дулібів. Село вперше згадується в документах 1602 року.
Колись село належало Острозьким, а від них перейшло до Яблоновських, пізніше до Оссолінських, Валєвських, а з 1914 року — російському офіцеру Зальонці, який викупив 100 десятин землі.
В кінці 19 століття в Нараївці було 87 будинків і 633 жителі, дерев'яна церква 18 століття, церковно- приходська школа. Населення, крім рільництва, займалося виробом тканин, поясів, вишиванок. Селяни відзначалися  своїми гарними вишивками сорочок.
У 1906 році село Аннопільської волості Острозького повіту Волинської губернії. Відстань від повітового міста 28 верст, від волості 7. Дворів 104, мешканців 650.
Через село проходила дорога Ковель-Київ.
Важке матеріальне становище примушувало багатьох селян виїздити на заробітки, зокрема, у США і Канаду, дехто з них так і залишилися там.
7 (20) листопада 1917 року, відповідно до Третього Універсалу Української Центральної Ради, увійшло до складу Української Народної Республіки.
Не оминули село Голодомор та репресії. Від голоду в селі померло 59 осіб.
Під час війни панський маєток і школу було спалено, пізніше збудовано нову школу, яка стоїть і досі.
14 січня 1944 року в село вступила Червона Армія. На той час тут проживало 578 осіб, у тому числі чоловіків від 16 до 60 років — 23, жінок від 16 до 55 років — 167, підлітків 12-15 років — 67, дітей і літніх людей — 321.
У вересні 1950 року села Нараївка, Великий Скнит, Рівки були об'єднані в колгосп імені Кірова.
В 1991 році колгосп було реорганізовано в радгосп «Великоскнитський», а в 1996 році. — в АТЗТ «Мирне».
З 1996 по 2006 роки у Нараївці побудовано млин, магазин, ФАП. Нині землі селян орендують корпорація «Сварог» та СФГ «Пролісок».
12 червня 2020 року, відповідно до розпорядження Кабінету Міністрів України № 727-р «Про визначення адміністративних центрів та затвердження територій територіальних громад Хмельницької області», увійшло до складу Ганнопільської сільської територіальної громади
19 липня 2020 року, в результаті адміністративно-територіальної реформи та ліквідації Славутського району, село увійшло до складу новоутвореного Шепетівського району.

## Населення
Згідно з переписом УРСР 1989 року чисельність наявного населення села становила 493 особи, з яких 220 чоловіків та 273 жінки.
За переписом населення України 2001 року в селі мешкали 382 особи.

### Мова
Розподіл населення за рідною мовою за даними перепису 2001 року:
| Мова       | Відсоток |
| ---------- | -------- |
| українська | 99,74 %  |
| російська  | 0,26 %   |

## Символіка
Затверджена 13 жовтня 2015 року рішенням № 2 XLIV сесії сільської ради VI скликання.

## Герб
У червоному полі над золотою хвилястою базою скаче срібний кінь. У золотій главі червоний лапчастий хрест, обабіч якого два зелених дубових листка в перев'яз справа і зліва. Щит вписаний у декоративний картуш і увінчаний золотою сільською короною. Унизу картуша напис «НАРАЇВКА».
Хвиляста база — знак горбкуватої місцевості, де виникло село, а також води. Кінь — символ свободи і волі. Лапчастий хрест — символ Волині; дубові листки — символ дібров, серед яких виникло село. Корона означає статус населеного пункту.